# Улица Игоря Турчина
Улица Игоря Турчина (укр. Вулиця Ігоря Турчина) — улица в Шевченковском районе города Киева. Пролегает от улицы Стеценко до улицы Мрии, в исторически сложившейся местности (районе) Нивки.
Нет примыкающих улиц.

## История
Безымянная улица возникла в начале 1960-х годов.
30 июня 1964 года новая улица получила название улица Василия Блюхера — в честь советского военного, государственного и партийного деятеля, Маршала Советского Союза Василия Константиновича Блюхера, согласно Решению исполнительного комитета Киевского городского совета депутатов трудящихся № 896 «Про наименование безымянной улицы на жилом массиве Нивки» («Про найменування безіменної вулиці на житловому масиві Нивки»).
19 февраля 2016 года улица получила современное название — в честь советского и украинского гандбольного тренера Игоря Евдокимовича Турчина, согласно Распоряжению Киевского городского главы № 125/1 «Про переименование бульвара, улиц, площади и переулков в городе Киеве» («Про перейменування бульвару, вулиць, площі та провулків у місті Києві»).

## Застройка
Улица пролегает в юго-западном направлении, затем — западном. Улица имеет по одному ряду движения в обе стороны.
Улица Игоря Турчина с улицами Стеценко, Ивана Выговского, Даниила Щербаковского образовывают площадь Валерия Марченко.
Парная и непарная стороны улицы заняты многоэтажной жилой (5-этажные и два 9-этажных дома) застройкой и учреждениями обслуживания.
Учреждения:
1. дом № 3А — детсад № 173
2. дом № 6 — Первый Киевский медицинский колледж (корпус 2)
3. дом № 11 — детсад № 154

Мемориальные доски:
1. дом № 2/17 — советскому военному деятелю, Герою Гражданской войны, Маршалу Советского Союза Василию Константиновичу Блюхеру — демонтирована — комментарий именования улицы (доска 1965 год)
2. дом № 24 — советскому военному деятелю, Герою Гражданской войны, Маршалу Советского Союза Василию Константиновичу Блюхеру — демонтирована — комментарий именования улицы